# Brachymera letochai
Brachymera letochai là một loài ruồi trong họ Tachinidae.